# سلوبودان بوجوفيتش
سلوبودان بوجوفيتش (بالصربية: Слободан Божовић) مواليد 31 أكتوبر 1979 في كرالييفو، جمهورية صربيا الاشتراكية، هو لاعب كرة سلة صربي. بدأ مسيرته الاحترافية في سنة 1999. يلعب في الدوري الصربي لكرة السلة كلاعب وسط. لعب مع نادي بارتيزان لكرة السلة ونادي أوليمبيا لكرة السلة.

## روابط خارجية
- سلوبودان بوجوفيتش على موقع الدوري الأوروبي لكرة السلة (الإنجليزية)
- سلوبودان بوجوفيتش على موقع كرة السلة الأوروبية.كوم (الإنجليزية)
- سلوبودان بوجوفيتش على موقع ريلجم (الإنجليزية)
- سلوبودان بوجوفيتش على موقع بروبوليرز (الإنجليزية)